# Nikolaj Smirnov
Nikolaj Grigorjevič Smirnov (rusky  Николай Григорьевич Смирнов) (15. března 1890, Vjazma – 27. června 1933, Stalinsk) byl ruský sovětský spisovatel.

## Život
Smirnov se narodil v rodině profesora. Roku 1912 ukončil studium na Lomonosovově univerzitě v Moskvě. V té době již začal svou literární dráhu psaním skečů pro divadlo malých forem Кривое зеркало (Křivé zrcadlo). Po Říjnové revoluci pracoval jako ředitel divadla revoluční satiry v Kaluze.
Od roku 1924 se začal věnovat próze pro děti a mládež. Nejprve psal knihy, které populárním způsoben přibližovaly mladým čtenářům různé oblasti hospodářské činnosti, později se stal autorem několika románů.
Zemřel v roce 1933 na tyfus.

## Dílo
- Торжественное заседание памяти Козьмы Пруткова (1913, Slavnostní zasedání na památku Kozmy Prutkova), satirická divadelní hra k padesátému výročí úmrtí fiktivního spisovatele Kozmy Prutkova.
- Детям о газете (1924, Dětem o novinách).
- Откуда посуда (1924, Odkud je nádobí).
- Как люди ездят (1925, Jak lidé jezdí).
- Первые пионеры (1926, První pionýři), povídky.
- Государство Солнца (1928, Říše slunce), dobrodružný historický román o Mórici Beňovském.
- Дневник шпиона (1929, Deník špióna), román o boji sovětské kontrarozvědky proti anglickým špiónům v prvních porevolučních letech.
- Изумруд севера (1929, Smaragd severu), román.
- Джек Восьмёркин — американец (1930, Jack Vosmerkin - Američan), román o ruském venkovském chlapci vychovaném v USA, který po návratu do Sovětského svazu změní svůj náhled na svět.
- Приключения Пинчика Котмана (1931, Dobrodružství Pinčika Kotmana), povídky.

## Filmové adaptace
- Джек Восьмёркин – американец (1986, Jack Vosmerkin – Američan), ruský sovětský film, režie Jevgenij Tatarskij.

## Česká vydání
- Sluneční říše, Dědictví Komenského, Praha 1937, přeložil Bohumil Korecký.
- Říše slunce, Albatros, Praha 1976, přeložila Olga Ptáčková-Macháčková.